# Capitán George Costentenus
Capitán George Costentenus, El príncipe tatuado o El albanés griego (17 de abril de 1833 - ?) fue un intérprete circense de finales del siglo XIX. Como hombre tatuado de cuerpo entero, fue una famosa atracción ambulante que reclamó haber sido secuestrado por tártaros chinos y tatuado contra su voluntad. Su apellido era a veces deletreado como Constantenus y Constantinius. Fue también conocido como Djordgi Konstantinus y Georgius Constantine.

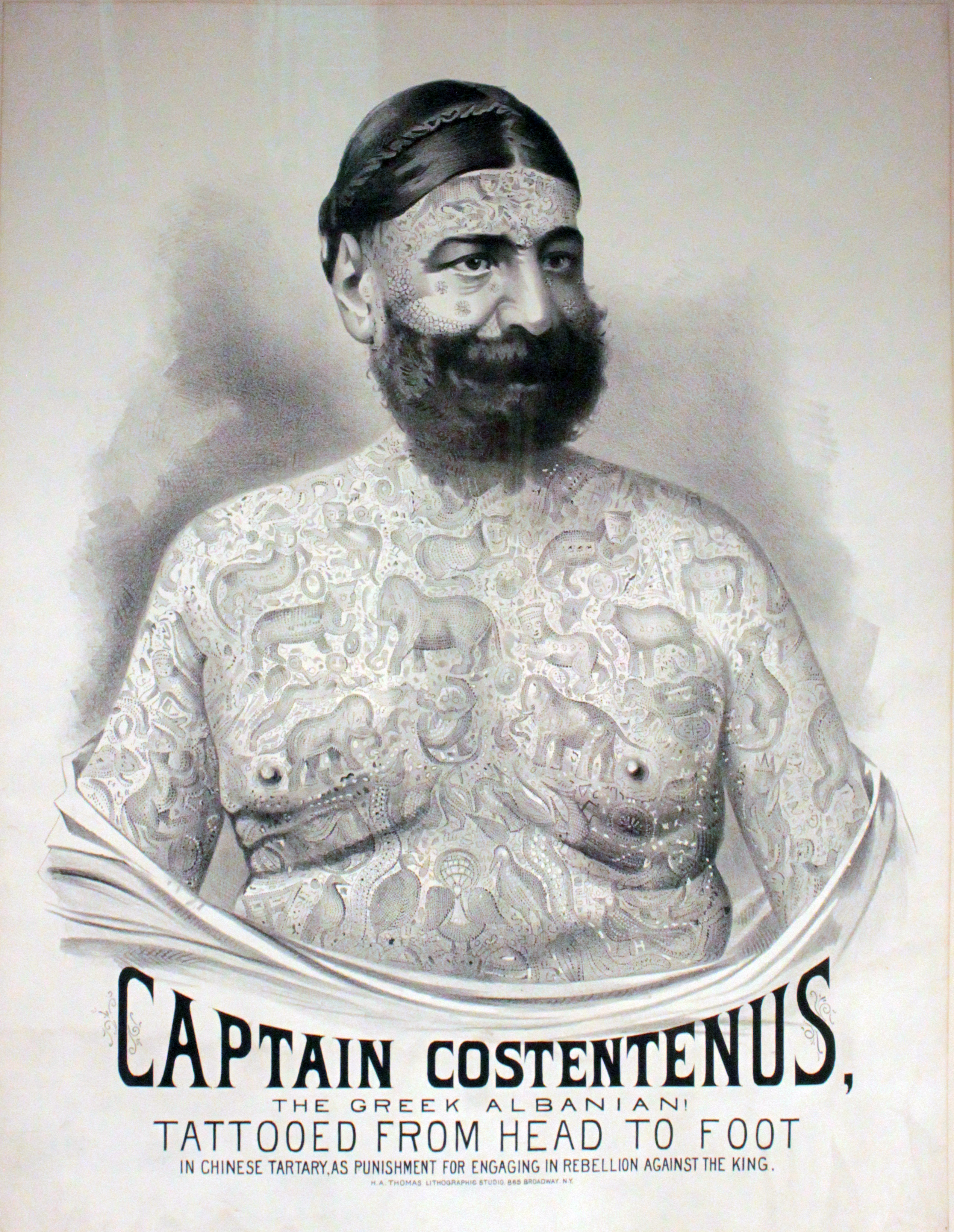
Cartel anunciando al capitán Costentenus en el espectáculo del Gran Farini o en el circo de P. T. Barnum.

## Orígenes ficticios informados en América
Vistos como exóticas rarezas, hombres y mujeres tatuados se exhibieron en los espectáculos de fenómenos desde mediados del siglo XIX a mediados del XX, justificando su aspecto siempre con historias de expediciones o viajes a regiones remotas y salvajes donde habrían sido capturados por indígenas y tatuados como castigo. Así, Constentenus reclamó ser descendiente de un noble griego de la provincia del imperio otomano de Albania. En 1867 viajaba con un estadounidense y un español por Tartaria en una expedición minera. Una rebelión surgió y ellos se unieron a los insurgentes. Fueron tomados prisioneros y sometidos a una larga sesión de tres meses de tatuajes como castigo. Después de completado el proceso, los tres huyeron de la prisión. El estadounidense sobrevivió solo unos meses. El español quedó ciego y murió en Manila. El tatuaje estaba hecho en azul y rojo con índigo y cinabrio, y le cubría por completo. Las únicas excepciones eran las palmas de las manos, las plantas de los pies y las orejas. Tenía un total de 387 figuras tatuadas en el cuerpo. Las imágenes iban desde animales exóticos y flores a figuras geométricas y escritura extranjera. Era conocido por ser capaz de hablar múltiples lenguas.

## Primeros años
George Costentenus nació el 17 de abril de 1833 de padres souliotes (albaneses cristianos ortodoxos instalados en el norte del Epiro huyendo de los otomanos) en Souli. Afirmó haber sido pirata y aventurero. Era capaz de hablar griego, árabe, persa, francés, español, italiano, alemán, e inglés. En los años 1860, participó en una expedición francesa a Birmania a la búsqueda de oro. La expedición fue proclamada hostil por el gobierno de la dinastía Konbaung en Ava. Él y once compañeros cayeron en manos de las tropas de las fuerzas armadas reales birmanas. Nueve del grupo fueron ejecutados. Costentenus y otros dos fueron castigados a ser tatuados en Bhamo. Durante el largo proceso de tres meses, tuvo que ser retenido por cuatro hombres. Finalmente consiguió huir y pasó cuatro meses atravesando el sur de China antes de lograr llegar a Xiamen. El cónsul europeo allí le ayudó a llegar a Manila, donde estuvo enfermo un tiempo. Después viajó hasta el Hong Kong británico, tomó un barco a través del Canal de Suez, y después se instaló en Viena, Imperio austríaco por unos años. A principios de los años 1870, aun en Viena, llamó la atención de antropólogos y profesionales médicos. Contaron 388 figuras en su cuerpo. Los tatuajes en sus dedos fueron traducidos del birmano e indicaban que estuvo considerado un personaje pobre. Los académicos que le examinaron notaron varias variaciones en la historia que contó, y dudaron un poco que el proceso tomara solo tres meses. Creyeron que sus tatuajes de gran calidad eran ejemplos auténticos de tatuajes birmanos.

## Carrera
Después de ser examinado por la comunidad académica, Costentenus empezó a exhibirse en Europa occidental. En octubre de 1874, Costentenus se exhibía en París, Francia.
Llegó a Estados Unidos alrededor de 1875 debido a la inminente Exposición Universal de Filadelfia. En 1876,  fue contratado por P. T. Barnum, cobrando 100 dólares diarios. Viajó con el Barnum's New and Greatest Show on Earth en 1876 y 1877. En junio de 1878, mientras estaba otra vez de gira con Barnum se desató una pelea entre Costentenus y el gigante Routh Goshen. Se dice que la lucha se produjo después de Costentenus insultar a algunas damas en presencia de Goshen. Costentenus fue herido durante la pelea. Costentenus visitó los Estados Unidos con Barnum de nuevo en 1879 y 1880.
Cuando no se exhibía tan desnudo como el decoro de la época permitía, Costentenus iba vestido por completo y luciendo joyas caras: anillos, collares y cadena del reloj de oro y diamantes. Además de barba llevaba el cabello largo atado en un coleta, fajas de seda y fumaba puros. Una figura con reminiscencias piráticas que atraía a las damas. A principios de 1882, se exhibió en el Acuario Real en una exposición organizada por William Leonard Hunt, conocido como El Gran Farini. El mismo año, pasó a ser residente de la ciudad de Nueva York.
En diciembre de 1883, Costentenus solicitó la ciudadanía estadounidense. Mientras, planeaba ir a Europa para recibir tratamiento por su visión defectuosa, pero quiso hacerlo ya como un ciudadano norteamericano. En ese momento estaba ciego de un ojo y perdiendo vista en el otro. Reclamó haber estado en el país por siete años. Se convirtió en ciudadano estadounidense el 22 de diciembre de 1883. El 16 de febrero de 1884 navegó a Europa a bordo del SS Republic. En 1885 se dijo que había quedado ciego y retirado a una rica propiedad en Grecia. En junio de 1889, se exhibió en el Folies Bergère de París, Francia. En octubre de 1889,  regresó a Nueva York.
En 1890, solicitó un pasaporte para viajar a Europa y planeaba regresar dos años más tarde. Solicitó otro pasaporte en 1894. Después de esta fecha desaparece de los registros.